# Robert Tibshirani
Robert Tibshirani est un statisticien canado-américain né le 10 juillet 1956. Il est connu pour avoir développé la méthode du lasso, une méthode de régression pénalisée, pour avoir rédigé avec Bradley Efron un ouvrage de référence sur les méthodes de bootstrap, An Introduction to the Bootstrap, et pour avoir rédigé un ouvrage de référence en apprentissage automatique et data-mining, The Elements of Statistical Learning. 
Robert Tibshirani est professeur au département de statistique et affilié au département de politique et de recherche en santé à l'Université Stanford. Il a aussi été professeur à l'Université de Toronto de 1985 à 1998. Il s'intéresse au développement d'outils statistiques pour l'analyse de jeux de données complexes, notamment en génomique et en protéomique. 
Rob Tibshirani est surtout connu pour l'invention de la technique du Lasso, qui fait appel à une pénalisation de type L1  pour la construction de modèles de régression, ainsi que pour ses travaux sur l'analyse de micro-réseaux. Il est l'auteur de trois ouvrages influents, à savoir Generalized Additive Models, An Introduction to the Bootstrap et The Elements of Statistical Learning
. 
Le fils de Rob, Ryan Tibshirani, est lui-même un statisticien. Il est actuellement professeur adjoint au département de statistique et affilié au département d'apprentissage automatique de l'Université Carnegie-Mellon à Pittsburgh.

## Biographie
Rob Tibshirani est né le 10 juillet 1956 à Niagara Falls (Ontario, Canada). Il a fait ses études de premier cycle en statistique et en informatique à l'Université de Waterloo (B.Math., 1979) et sa maîtrise en statistique à l'Université de Toronto (M.Sc., 1980). Tibshirani a été admis au programme de troisième cycle de l'Université Stanford en 1981 et y a complété son doctorat en 1984. Sa thèse, intitulée Local likelihood estimation, a été rédigée sous la direction de Bradley Efron.

## Prix et distinctions
Robert Tibshirani a reçu le Prix des présidents du COPSS en 1996. Ce prix, parrainé par les cinq grandes associations de statisticiens d'Amérique du Nord, vise à souligner la valeur exceptionnelle des travaux de recherche d'un statisticien âgé de moins de 40 ans. Tibshirani est aussi compagnon de l'Institute of Mathematical Statistics et de la Société américaine de statistique, en plus d'avoir reçu le prix Steacie.
En 2012, Tibshirani a été élu membre de l'Académie nationale des sciences des États-Unis. La même année, il s'est vu remettre la médaille d'or de la Société statistique du Canada (SSC) lors du congrès annuel de la société tenu à Guelph (Ontario). Le prix visait à souligner ses travaux novateurs « dans l'élaboration et la mise en œuvre de méthodologie statistique dans plusieurs domaines importants et en évolution tels que le bootstrap, les modèles additifs généralisés, l'apprentissage de la statistique, l'analyse de données de grande dimension, la multiplicité des tests d'hypothèses, l'analyse de signification de micro-réseaux, et ses contributions variées et importantes à la génétique, la médecine, la santé publique, la sécurité routière et à d'autres domaines scientifiques. » 

## Publications
- (en) Bradley Efron et Robert Tibshirani, An Introduction to the Bootstrap, New York, Chapman & Hall/CRC, 1994, 436 p. (ISBN 0-412-04231-2)
- (en) Trevor Hastie, Robert Tibshirani et Jerome Friedman, The Elements of Statistical Learning : Data Mining, Inference, and Prediction, 2009, 2e éd.
- (en) Gareth James, Daniela Witten, Trevor Hastie et Robert Tibshirani, An Introduction to Statistical Learning, Springer Verlag, coll. « Springer Texts in Statistics », 2013